# Campo Novo (Rio Grande do Sul)
Pour les articles homonymes, voir Campo Novo.
Campo Novo est une municipalité brésilienne de l'État du Rio Grande do Sul dans la Microrégion de Três Passos.